# Seidou Nji Mouluh
Seidou Nji Mouluh , né le 12 juillet 1993 à Bangwa, est un athlète camerounais spécialisé en judo, lutte libre et en sambo. Il est double champion du monde de sambo. Il a remporté une médaille de bronze aux Jeux panafricains de 2015 et cinq médailles de bronze au Championnat d'Afrique de judo entre 2015 et 2022.

## Carrière sportive

### Quintuple champion d'Afrique de sambo
Seidou Nji Mouluh s'impose à plusieurs reprises sur le continent africain en sambo de combat hommes aux Championnats d'Afrique de sambo. D'abord en 2019, il est médaillé d'or en se mesurant à l’Égyptien Elmasry Mohamed à Casablanca au Maroc dans la catégorie des 100 kg. Il décroche ensuite l'or durant quatre années consécutives dans la catégorie des 98 kg. Il enclenche ce parcours inédit lors des Championnats d'Afrique de sambo 2021 face à Mano Israel Phinees du Burundi au Stade international du Caire, en Égypte. Il réédite l'exploit continental lors des Championnats d'Afrique de sambo 2022 en dominant en finale l’Égyptien Khaled Abdalftah au Palais polyvalent des sports de Yaoundé, au Cameroun,. En 2023, il monte à nouveau sur la plus haute marche du podium en prenant le dessus cette fois-ci sur le Marocain Fouad Ould Madani au Complexe sportif Mohammed V de Casablanca, au Maroc. En 2024, de retour au Caire en Égypte, il conserve son titre de champion d'Afrique en surpassant l’Égyptien Abdelrahman Mohamed.

### Double champion du monde de sambo
Il s'illustre sur la scène internationale durant les Championnats du monde de sambo 2020 en devenant le premier samboïste africain champion du monde de sambo, faisant de lui une figure emblématique du sport sur le continent. Il remporte ce titre en se confrontant en finale à l'Ukrainien Anatolii Voloshynova à Novi Sad, en Serbie dans la catégorie des 100 kg en sambo de combat hommes. Durant les Championnats du monde de sambo 2021, il décroche une médaille de bronze à Tachkent en Ouzbékistan. Mais lors des Championnats du monde de sambo 2023, il reprend son titre de champion du monde de sambo à Yarevan en Arménie.   

### Capitaine et entraîneur de sambo
Capitaine de l'équipe nationale et entraîneur au sein de son club affilié à la Fédération camerounaise de sambo, il encadre de nombreux athlètes.

## Prix et décorations
Le titre de "légende vivante du sambo" lui a été décerné par le président russe Vladimir Poutine en Arménie en 2023.

## Palmarès

### Judo
| Jeux panafricains              | Jeux panafricains                 | Jeux panafricains | Jeux panafricains |
| Année                          | Lieu                              | Médaille          | Catégorie         |
| ------------------------------ | --------------------------------- | ----------------- | ----------------- |
| 2015                           | Brazzaville (République du Congo) | 3e                | - 100 KG          |
| Championnats d'Afrique de judo |                                   |                   |                   |
| Année                          | Lieu                              | Médaille          | Catégorie         |
| 2015                           | Libreville (Gabon)                | 3e                | - 100 KG          |
| 2016                           | Tunis (Tunisie)                   | 3e                | - 100 KG          |
| 2016                           | Tunis (Tunisie)                   | 3e                | Ouverte           |
| 2019                           | Le Cap (Afrique du Sud)           | 3e                | - 100 KG          |
| 2022                           | Oran (Algérie)                    | 3e                | - 100 KG          |

### Sambo
| Année                           | Compétition                          | Lieu                   | Médaille    |
| ------------------------------- | ------------------------------------ | ---------------------- | ----------- |
| Championnats du monde de sambo  |                                      |                        |             |
| 2020                            | Championnats du monde de sambo 2020  | Novi Sad (Serbie)      | 1er         |
| 2021                            | Championnats du monde de sambo 2021  | Tachkent (Ouzbékistan) | 3e          |
| 2023                            | Championnats du monde de sambo 2023  | Erevan (Arménie)       | 1er         |
| Championnats d'Afrique de sambo |                                      |                        |             |
| 2019                            | Championnats d'Afrique de sambo 2019 | Casablanca (Maroc)     | 1er         |
| 2021                            | Championnats d'Afrique de sambo 2021 | Le Caire (Égypte)      | 1er         |
| 2022                            | Championnats d'Afrique de sambo 2022 | Yaoundé (Cameroun)     | 1er         |
| 2023                            | Championnats d'Afrique de sambo 2023 | Casablanca (Maroc)     | 1er         |
| 2024                            | Championnats d'Afrique de sambo 2024 | Le Caire (Égypte)      | 1er         |
| 2025                            | Championnats d'Afrique de sambo 2025 | Conakry (Guinée        | 3e (combat) |
| 2025                            | Jeux mondiaux de 2025                | Chengdu (Chine         | 3e (combat) |